# RV Maria S. Merian

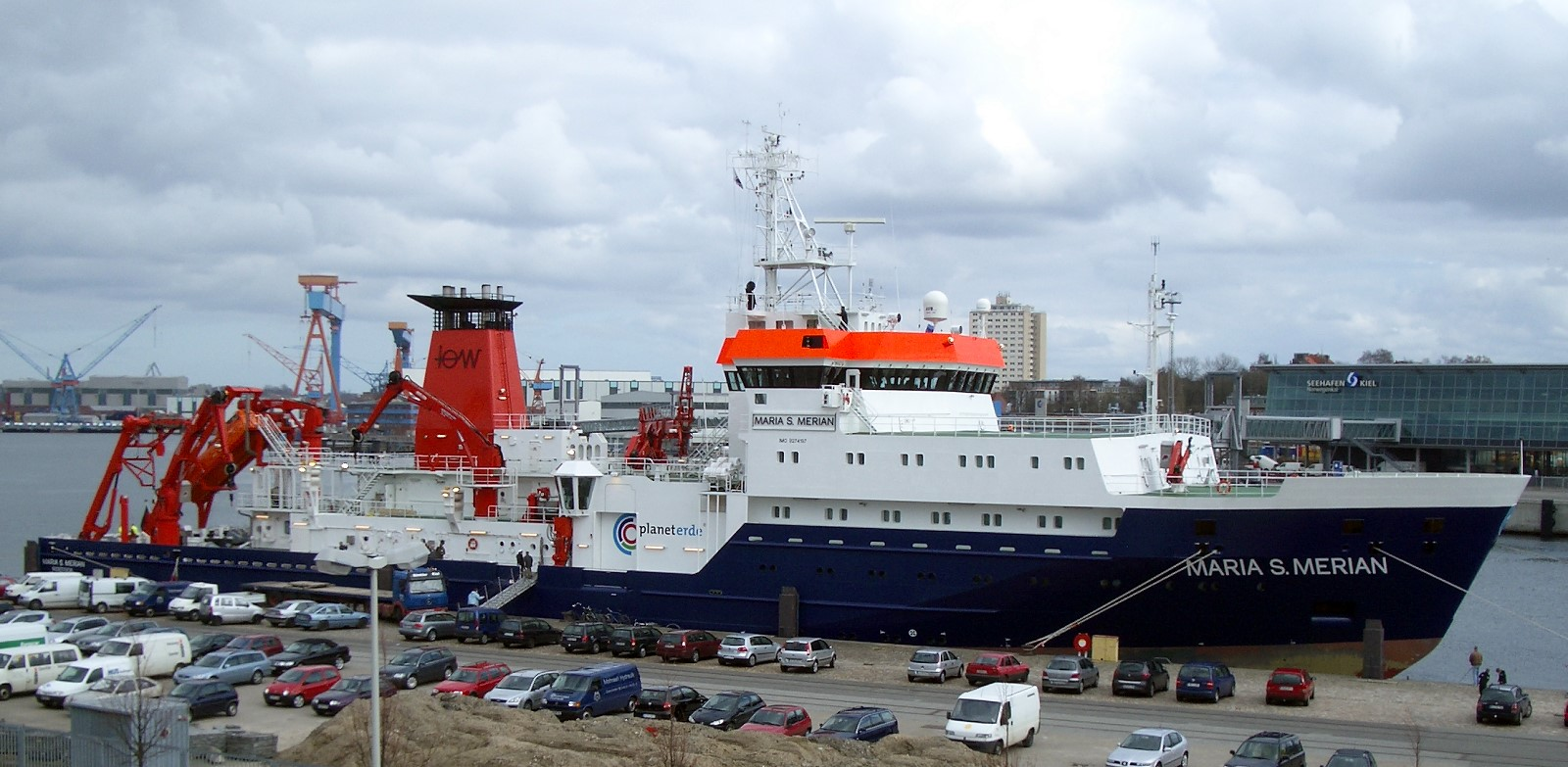
RV Maria S. Merian.

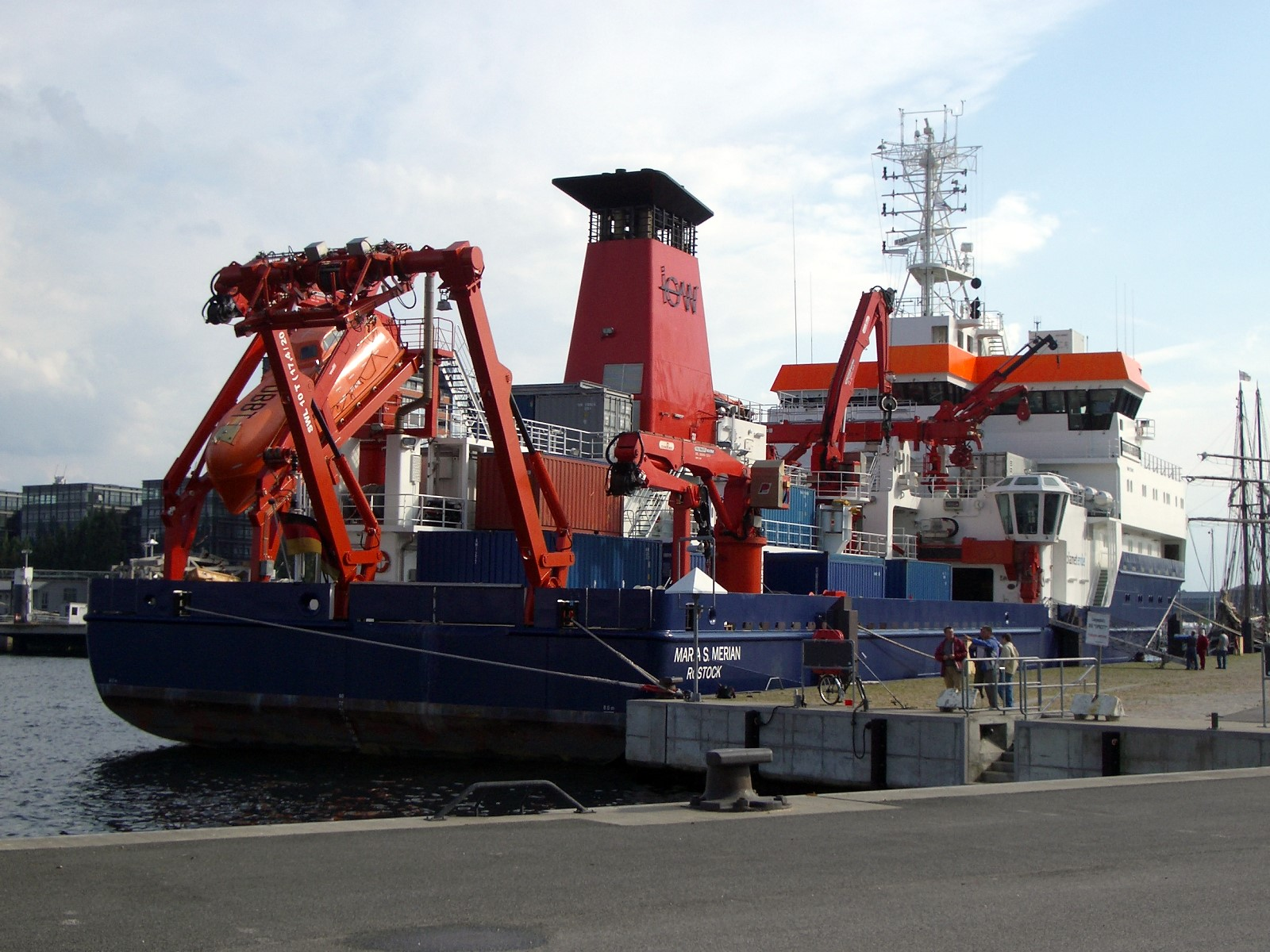
RV Maria S. Merian.

O RV Maria S. Merian é o mais moderno navio de pesquisa da Alemanha e recebeu o nome da naturalista e ilustradora Maria Sibylla Merian. Começando em março de 2006, a Alemanha opera três outros navios de pesquisa de sua classe, nenhum dos quais está tão bem equipado.
O Merian foi financiado pelo governo alemão e está designado ao Instituto Leibniz para Pesquisa do Mar Báltico em Warnemünde, tendo Rostock como seu porto lar. Está também disponível para vários outro institutos de pesquisa alemães. Suas tarefas são a pesquisa ártica, pesquisa na Corrente do Golfo e pesquisa do leito marinho à profundidade de 10 km. É tripulado por uma tripulação de 21 pessoas e pode adicionalmente acomodar 22 cientistas. O navio está equipado com vários laboratórios. Tem espaço para 150 toneladas de equipamento científico adicional em containers acessíveis, provendo flexibilidade em tarefas de pesquisa.
O navio está equipado com dois impulsores de azimute, uma bomba a jato lateral e navegação por satélite, o ativando para automaticamente manter uma posição exata. Pode operar sem qualquer emissão poluente por 48 horas, permitindo a ele conduzir pesquisa em áreas ecologicamente sensíveis. O Merian é capaz de operar em próximo a regiões polares e pode dar conta de gelo à deriva até à espessura de 50 cm. Tem 94,80 m de extensão, 19,20 m de largura e tem um máximo de calado de 6,50 m. A velocidade de flanco é de 15 nós (28 km/h) e a variação vai até 7.500 milhas náuticas (13.900 km) e 35 dias. 
A quilha do Merian foi colocada em junho de 2003 na Maritim Ltd., estaleiro em Gdańsk, Polônia, que pertence à companhia alemã Kröger Werft. A construção foi terminada em Schacht-Audorf, Alemanha, e o navio foi batizado e lançado em julho de 2005. O navio marcou curso para testes intensivos na Baía de Biscay em setembro de 2005, e em fevereiro de 2006, foi entregue nas mãos do instituto baseado em Warnemünde. Sua primeira tarefa de pesquisa o levou ao Mar Báltico no início de 2006.
Expulsão da plataforma continental brasileira:
Em 06 de abril de 2023, o RV Maria S. Merian estava sobre a plataforma continental estendida brasileira com o objetivo de realizar pesquisa no subsolo marinho, porém não tinha autorização do governo brasileiro para  realizar pesquisa, diante disso a Marinha do Brasil enviou para o local a Fragata Independência (F44), impedindo a realização de pesquisa pela RV Maria S. Merian sem a devida autorização. 